# Anthostomella ludoviciana
Anthostomella ludoviciana är en svampart som beskrevs av Ellis & Langl. 1890. Anthostomella ludoviciana ingår i släktet Anthostomella och familjen kolkärnsvampar.   Inga underarter finns listade i Catalogue of Life.